# Eureka (建築設計事務所)
Eureka（エウレカ）は、日本の建築設計事務所。建築プランナー・デザイナー・構造エンジニア・環境エンジニアの共同チームであり、建築の計画・意匠デザイン、構造・環境エンジニアリングを行っている。

## 主な作品

### 展覧会
2017
- University of Nis「2nd INTERNATIONAL EXHIBITION OF CONTEMPORATY HOUSING」

2016
- マドリッド工科大学／国際交流基金「10 emerging architects Tokyo>Madrid」
- MAKE ALTERNATIVE SPACE - 建築ユニット３組による倉庫リノベーションの提案 -

2015
- 前橋市美術館 アーツ前橋「ここに棲む ― 地域社会へのまなざし」[2]

2014
- Timberize TOKYO 2020 - 都市木造が2020年の東京を未来へつなげる -
- AGC studio Exhibition No.12 「新しい建築の楽しさ2014」 - 社会との関わりを見詰める建築模型展 -
- 展示会「世界を変える美しい本インド・タラブックスの挑戦」会場デザイン

### 建築作品
- 長崎ジョブポート[3]
- 奈義町多世代交流広場ナギテラス(岡山県勝田郡奈義町)[4]
- Eagle Woods House(イーグルウッズハウス、埼玉県北葛飾郡杉戸町)[5][6][7]
- 小野酒蔵（第31回茨城建築文化賞入選、茨城県つくば市)[8]
- 「鈴波」東京ミッドタウン日比谷店
- A house in the house tree（東京都世田谷区）[9]
- Around the Corner Grain（埼玉県さいたま市、東京建築士会 住宅建築賞 2017、第4回 埼玉建築文化賞（埼玉建築士会）最優秀賞　第4回 埼玉県環境住宅賞 奨励賞受賞）[10][11][12][13]
- Ono-Sake Warehouse[10][14]
- 感泣亭（かんきゅうてい）(神奈川県川崎市)[15][16][17]
- ヨシドーム構造設計[14]
- クローバーハウス構造設計（意匠設計：MAD Architects）[18]
- キャビネット[16]
- クロスケの家（旧和田家住宅保存活用計画、建築学会作品選集2014、国の登録有形文化財（建造物）に登録）登録文化財（クロスケの家）
- Blanks(茨城県つくば市)[19][10][20][21]
- N獣医の家(神奈川県南足柄市)[10][22][23][24][25]

## 代表作
- ドラゴンコートビレッジ（Dragon Court Village、愛知県岡崎市「竜美丘コートビレジ」）
  - JIA東海住宅建築賞2014　日本建築学会 作品選集新人賞　第46回 中部建築賞　第26回すまいる愛知住宅賞都市再生機構中部支社長賞　第2回 おかざき景観賞（おかざき景観賞実行委員会・岡崎市都市計画課）』（建造物部門）第2回 埼玉建築文化賞（埼玉建築士会）最優秀賞　2017年度グッドデザイン・ベスト100」平成27年度 関東甲信越建築士会ブロック会 優良建築物受賞作品）日本建築学会作品選集2016掲載　JCDインターナショナルデザインアワード2014、AR House Awards 2014（The Architectural Review ／英国）日本木材青壮年団体連合会第17回木材活用コンクール部門賞（住宅部門）[26][27]

## 沿革
- 2009年 - Eurekaが発足

## 主宰者
（計画担当）
稲垣淳哉（いながきじゅんや、1980年-　）は、日本の建築家。早稲田大学准教授。愛知県生まれ。Eureka 共同主宰。
2004年早稲田大学理工学部建築学科卒業。卒業制作は最優秀。せんだいデザインリーグ2004年特別賞。JIA全国卒業設計コンクール銀賞。2005年House 8設計でSD Review 2005 朝倉賞受賞。
2006年、早稲田大学大学院建築学専攻修士課程修了。2006年から2009年早稲田大学大学院博士後期課程（古谷誠章研究室)在籍。2007年から2009年早稲田大学理工学術院建築学科 専任助手。2011年から13年早稲田大学理工学研究所 客員次席研究員。2014年東京電機大学 未来科学部建築学科 非常勤講師。2015年法政大学 デザイン工学部 兼任講師。2016年岡崎リノベーションスクール ユニットサブマスター。2015年岡崎デザインシャレット チューター2016年から17年早稲田大学芸術学校 非常勤講師。2017年早稲田大学芸術学校准教授就任。
日本建築学会 比較居住文化小委員会委員。2018年から2019年日本建築学会 建築雑誌編集委員会委員。この他家守構想検討委員会委員（愛知県岡崎市）三河家守舎（愛知県岡崎市）Dragon Court Village 管理人。
2006年第47回 小野梓記念芸術賞。。
（意匠担当）
佐野 哲史（Sano satoshi　1980-　）は、日本の建築家。Eureka 共同主宰．一級建築士／管理建築士。埼玉県生まれ。日本建築学会、日本建築家協会 埼玉地域会、埼玉建築士会所属。2003年から2004年、ヒアシンスハウスをつくる会に参加。2004年からヒアシンスハウスの会 運営委員。
2003年早稲田大学理工学部建築学科卒業。2004年Renzo Piano Building Workshop, Paris。Fondazione Renzo Piano 奨学生。日本建築家協会東海支部建築設計競技 銀賞。2005年、SD Review 2005 朝倉賞、埼玉県 彩の国景観賞、さいたま市 景観協力賞受賞。2006年、第47回 小野梓記念芸術賞、早稲田建築設計賞受賞。2006年早稲田大学大学院修士課程修了。
2006年から2009年まで隈研吾建築都市設計事務所。2007年からうらわ建築塾 運営委員。2009年から2016年埼玉県立近代美術館 Saitama Muse Forum 運営協力委員。2009年から慶應義塾大学大学院理工学研究科 空間・環境デザイン工学専修 ラドヴィッチ研究室 Technical Assistant / Visiting Fellow。2014年から慶應義塾大学 理工学部非常勤講師。2015-16    東京藝術大学 社会連携センター 教育研究助手。2016年から2019年、慶應義塾大学大学院 理工学研究科 後期博士課程。単位取得退学。2017年東京藝術大学 非常勤講師。
著書に『Urban Evolutionary Morphology: The Vestige City』Greg Keeffe, Darko Radovi?, Des Fagan, Sano Satoshi (Infra Press, 2012)。
（構造担当）
永井 拓生（Nagai Takuo、1980年-　）は、日本の建築構造家。Eureka パートナー。山口県生まれ。滋賀県立大学専任講師。専門は構造設計・数値解析・デジタルデザイン・素材/工法開発。
1999年広島城北高等学校卒業。2003年早稲田大学理工学部建築学科卒業。2005年同大学大学院理工学研究科建築学専攻修士課程修了。2009年同大学院博士課程単位取得退学。2006年から2009年まで早稲田大学助手。2009年から2010年まで生産技術研究所川口健一研究室準博士研究員。2009年から早稲田大学建築学科新谷眞人研究室個人助手。2009年永井構造計画事務所設立、Eureka 共同参画（パートナー）、2011年より滋賀県立大学環境建築デザイン学科・助教。永井構造計画事務所設計顧問。
主な作品にブルージュ・パヴィリオンの構造解析（Bruges 2002 pavilion、アルミコンテナ・プロジェクトの構造解析、意匠設計：伊東豊雄建築設計事務所　構造設計：オーク構造設計）宮原邸（2011、第17回くまもとアートポリス推進賞選賞、DFA賞2011メリット賞※2意匠設計：早野洋介（MAD Tokyo建築設計事務所）竹の会所―復興の方舟（2011年-）など。Irony station（2012年）でSD レビュー2012朝倉賞。
（環境担当）
堀 英祐（Hori Eisuke、1980年-　）は、佐賀県生まれ。近畿大学講師。Eureka パートナー。
2004年早稲田大学理工学部建築学科卒業。2007年早稲田大学大学院理工学研究科修士課程修了。2007-09年早稲田大学大学院博士後期課程。2009年から2011年早稲田大学理工学術院院財財/産業社会政策領域専任助手。2009年ユーレカパートナー参画。2011年から国士舘大学理工学部非常勤。2012年から2016年まで早稲田大学理工学術院助教。2016年から近畿大学産業理工学部建築デザイン学科講師。

## 受賞歴
- Selected work　SDレビュー 2019 入選
- 日本建築学会作品選集2019選定
- 埼玉県草加市松原児童センター設計業務委託プロポーザル 次点
- AR House Awards 2014, Highly Commended （The Architectural Review／英国）
- 東京建築士会 住宅建築賞 2017
- 2017年度 グッドデザイン賞　グッドデザイン・ベスト100
- 2016年 日本建築学会 作品選集新人賞
- 日本建築家協会 JIA東海住宅建築賞2014 大賞
- 第31回 茨城建築文化賞 入選
- AICA施工例コンテスト2017 入選
- 第46回 中部建築賞
- 第4回 埼玉県環境住宅賞 奨励賞
- 関東甲信越建築士会ブロック会 平成27年度 優良建築物受賞作品
- 第4回 埼玉建築文化賞 最優秀賞
- 第2回 埼玉建築文化賞 最優秀賞
- 愛知県ゆとりある住まい推進協議会 第26回 すまいる愛知住宅賞 都市再生機構中部支社長賞
- 第2回 おかざき景観賞
- 日本木材青壮年団体連合会 第17回 木材活用コンクール 部門賞
- 日本建築学会作品選集2016選定
- 日本建築学会作品選集2014選定
- 埼玉県彩の国景観賞
- さいたま市景観協力賞
- JIA東海住宅建築賞